# Trinity—Spadina
Pour les articles homonymes, voir Trinity et Spadina.
Circonscription électorale fédérale du Canada
Trinity—Spadina est une ancienne circonscription électorale fédérale et provinciale en Ontario.

## Circonscription fédérale
La circonscription était située dans le sud de l'Ontario, dans le centre-ville de Toronto. Dans cette circonscription se trouvait l'Université de Toronto, la Tour CN, le Centre Rogers (Skydome) et le Chinatown.  
Les circonscriptions limitrophes étaient Davenport, Parkdale—High Park, St. Paul's, Toronto-Centre et Toronto—Danforth.          
En 2011, elle possédait une population de 115 361 personnes, dont 91 118 électeurs, sur un territoire de 26 km².
En 2014, la députée néo-démocrate Olivia Chow démissionne pour présenter sa candidature à la mairie de Toronto. L'élection partielle du lundi 30 juin voit la large victoire du libéral Adam Vaughan, qui obtient 53 % des suffrages.

## Liste des députés
| Législature                                                                              | Années    | Député | Député          | Parti   |
| ---------------------------------------------------------------------------------------- | --------- | ------ | --------------- | ------- |
| Trinity—Spadina issue de Trinity, Spadina, Toronto-Centre–Rosedale et Parkdale—High Park |           |        |                 |         |
| 34e                                                                                      | 1988–1993 |        | Dan Heap (en)   | NPD     |
| 35e                                                                                      | 1993–1997 |        | Tony Ianno (en) | Libéral |
| 36e                                                                                      | 1997–2000 |        | Tony Ianno (en) | Libéral |
| 37e                                                                                      | 2000–2004 |        | Tony Ianno (en) | Libéral |
| 38e                                                                                      | 2004–2006 |        | Tony Ianno (en) | Libéral |
| 39e                                                                                      | 2006–2008 |        | Olivia Chow     | NPD     |
| 40e                                                                                      | 2008–2011 |        | Olivia Chow     | NPD     |
| 41e                                                                                      | 2011–2014 |        | Olivia Chow     | NPD     |
| 41e                                                                                      | 2014–2015 |        | Adam Vaughan    | Libéral |
| Dissout parmi Spadina—Fort York, University—Rosedale et Toronto-Centre                   |           |        |                 |         |

### Résultats électoraux
|       | Candidat        | Parti              | # de voix | % des voix |
|       | Gin Siow        | Conservateur       | +10 976,  | 16,81 %    |
|       | Christine Innes | Libéral            | +15 276,  | 23,39 %    |
|       | (x) Olivia Chow | NPD                | +35 601,  | 54,51 %    |
|       | Rachel Barney   | Vert               | +02 861,  | 4,38 %     |
|       | Nick Lin        | Marxiste-léniniste | +00140,   | 0,21 %     |
|       | Chester Brown   | Libertarien        | +00456,   | 0,7 %      |
| Total | Total           | Total              | 65 310    | 100 %      |

|       | Candidat              | Parti        | # de voix | % des voix |
|       | Christine McGirr      | Conservateur | +08 220,  | 13,64 %    |
|       | Christine Innes       | Libéral      | +20 967,  | 34,8 %     |
|       | (x) Olivia Chow       | NPD          | +24 442,  | 40,57 %    |
|       | Stephen LaFrenie      | Vert         | +05 838,  | 9,69 %     |
|       | Chester Brown         | Libertarien  | +00490,   | 0,81 %     |
|       | Carlos Santos Almeida | Indépendant  | +00164,   | 0,27 %     |
|       | Val Illie             | Indépendant  | +00130,   | 0,22 %     |
| Total | Total                 | Total        | 60 251    | 100 %      |

## Circonscription provinciale
Depuis les élections provinciales ontariennes du 4 octobre 2007, l'ensemble des circonscriptions provinciales et des circonscriptions fédérales sont identiques.
1. ↑  Élections Canada.